# Winton (Queensland)
Winton ist eine Kleinstadt im Zentrum des südwestlichen Queensland, Australien, mit etwa 850 Einwohnern. Die Stadt am Western River liegt in einer ländlichen Region mit zahlreichen Rinder- und Schaffarmen und ist dort ein wichtiges landwirtschaftliches Zentrum. Winton ist der Sitz des gleichnamigen lokalen Verwaltungsgebiets (LGA) Winton Shire Council in dem insgesamt etwa 1100 Menschen wohnen.

## Geographische Lage
Winton liegt etwa 1150 Kilometer nordwestlich der Hauptstadt von Queensland Brisbane.

## Verkehr
Über den Landsborough Highway ist Winton mit dem ca. 170 Kilometer südöstlich gelegenen Longreach und dem etwa 340 Kilometer nordöstlich liegenden Cloncurry verbunden. Über die Kennedy Developmental Road ist das 200 Kilometer nördlich gelegene Hughenden zu erreichen. Winton ist außerdem Startpunkt des Outback Highway, welcher bis nach Westaustralien führt.
Winton besitzt einen Eisenbahnanschluss über Longreach bis nach Rockhampton an der Ostküste Queenslands. Eine weitere Linie führt im Norden über Hughenden bis nach Townsville.

## Geschichte
Die Gegend um Winton wurde erstmals 1848 vom Entdecker Ludwig Leichhardt durchquert. Andere Entdecker des australischen Hinterlandes folgten, bevor sich 1866 die ersten europäischen Siedler dauerhaft in dieser Gegend niederließen. 1876 erhielt die Stadt ihren Namen vom Leiter des örtlichen Postamtes nach dessen Geburtsort, dem gleichnamigen Ortsteil der Stadt Bournemouth in England.
Im Jahre 1920 wurde in Winton die australische Fluglinie QANTAS gegründet.

## Waltzing Matilda
Größte Bekanntheit erlangte Winton als Geburtsort des Songs Waltzing Matilda, der inoffiziellen Nationalhymne Australiens. Banjo Paterson schrieb den Song während eines Urlaubsaufenthalts auf einer nahen Farm im Jahre 1895. Im North Gregory Hotel in der Stadt wurde der Song zum ersten Mal aufgeführt. 1998 wurde in Winton das Waltzing Matilda Centre eröffnet, das erste Museum, das diesem Song gewidmet ist.

## Dinosaurier
In der Gegend um Winton wurden die bedeutendsten Funde von Dinosaurierknochen sowie weitere Fossilien in Australien gemacht. Die Fundstätte Lark Quarry, etwa 115 Kilometer südwestlich von Winton, an welcher Spuren einer Dinosaurier-Stampede gefunden wurden, ist seit 2004 eines der Naturdenkmäler Australiens und steht somit unter besonderem Schutz. Die Spuren dieser Stampede gelten als einzigartiger Beweis und dienten auch Steven Spielberg als Vorbild für eine Szene in seinen Film Jurassic Park.

## Persönlichkeiten
- Jason Clarke (* 1969), Schauspieler